# 若草恵
若草 恵（わかくさ けい、1949年2月10日 - ）は、日本の作曲家、編曲家。山形県出身。男性。本名：斉藤 徹（さいとう とおる）。

## 来歴
父親はミノルフォン専属の演歌作曲家だった。幼い頃から音楽を聴いて育つ。中学、高校とブラスバンド部に在籍。同時期にクラシックを林三重子に師事。高校卒業後、18歳で一家揃って東京に出てくる。理由は「東京に出て勉強したい」と言うと、一家で山形から東京に出ようということになった。ヤマハ音楽振興会の渡辺貞夫のクラスでジャズ理論を学ぶ傍ら、CM音楽等の作曲活動を始める。その後、師であり親とも慕う中山大三郎の元で、歌謡曲の編曲を始める。研ナオコ「かもめはかもめ」などの編曲で注目され、演歌、ポップスとジャンルを問わず幅広く手がけている。前後して映画、TVドラマ、アニメなどの劇中音楽も手がけるようになり、こちらの分野でも幅広いジャンルに渡って活躍している。日本レコード大賞編曲賞3回、作曲賞1回。趣味はゴルフ、読書。好きな作家は北方謙三。『若草恵』（詩人若杉慧が由来）は師匠・中山大三郎が命名した。

## 主な編曲作品
※歌謡歌手の持ち歌別表記．

### あ行
- 秋ひとみ
  - 哀愁BOY
- 秋元順子
  - 黄昏Love again
- アグネス・チャン
  - この身がちぎれるほどに〜Lovin' you is killin' me〜
  - 忘れないで〜Time to say goodbye〜
  - 私小説〜my love story〜
  - 愛のゆくえに
  - 心の旅人
  - 朗らかに〜シングルバージョン〜 - 山本伸一作詞、アグネス・チャン作曲
- 麻丘めぐみ
  - あいたいよ
- 浅田あつこ
  - 別離のルージュ
  - かもめ恋唄
  - 紅い川
  - 見返り橋まで
- 荒木由美子
  - フラストレーション
  - うつら・うつら
- alan
  - 愛は力
- 嵐
  - シルバーリング
- 石井聖子
  - この…駅で
  - ラストチークで泣かせて
- 石川さゆり
  - 風の盆恋歌
  - 夢の浮橋
  - かもめの女房
- 石川ひとみ
  - 君は輝いて天使にみえた
- 石原詢子
  - 五島椿
  - 流れる雲に
  - 風花岬
  - 逢いたい、今すぐあなたに・・・。
- 石原裕次郎
  - わが人生に悔いなし
- 五木ひろし
  - 追憶
  - 絆
  - 澄和の歌
- 五木ひろし・叶和貴子
  - ふりふり
- 五木・孝雄＋ハロー!プロジェクト聖歌隊。
  - 愛のメリークリスマス
- 内山田洋とクール・ファイブ
  - 港の忘れ草
  - ひとりしずか
  - 女・こぬか雨
- AIRMAIL from NAGASAKI
  - メロスのように - 蒼き流星SPTレイズナー主題歌
- 欧陽菲菲
  - ラヴ・イズ・オーヴァー
- 小沢亜貴子
  - 白蓮の精
  - 待つよ糸桜
- オユンナ
  - いい日旅立ち - アルバム『オユンナII黄砂』収録（オリジナルは山口百恵）

### か行
- 海援隊
  - あんたが大将
  - 思えば遠くへ来たもんだ
  - スタートライン
  - 初恋のいた場所
- 角川博
  - ふられ酒
  - 故郷おふくろ
- かとうれい子
  - 絵はがき
- 柏原芳恵
  - ガラスの夏
  - 待ちくたびれてヨコハマ
  - 冬の孔雀
  - 恋はマシュマロ
  - フィフティーン・ラブ
  - 時間を下さい
  - 他人
  - ファースト・メモリー
  - ベイエリア・ホテル
  - 白夜の国へ
  - つめ
  - 六本木の赤い月
- 辛島美登里
  - ツバメ
  - 笑顔を探して
  - サイレント・イヴ
- 河合奈保子
  - ラブレター
  - 愛をください
  - 夏のヒロイン
  - ストロー・タッチの恋
  - 夢の跡から
- 川中美幸
  - 恋歌ふたたび
  - 麗人麗歌
  - 母日和
  - 艶冶な気分
  - うたびと
- 北川大介
  - 横濱の踊り子
  - 菜七子
- 北川大介・竹川美子
  - 星空の下で
- 北島三郎
  - 男
- 北原ミレイ
  - 雨の人
  - 夢うた
  - 北の居酒屋
  - 涙の果てに
  - 海岸物語
  - 女友達
  - 風の午後
- 久保田早紀
  - ネフェルティティ（アルバム全曲）
- 工藤あやの
  - 恋ごよみ
  - ときめきロマンス
- 草野仁
  - 明日への扉
- 倉橋ルイ子
  - ラストシーンに愛をこめて
- 桂銀淑
  - すずめの涙
  - 東京HOLD ME TIGHT
  - アモーレ 〜はげしく愛して〜
  - 終電車
- 研ナオコ
  - かもめはかもめ
  - ボサノバ
  - 夏をあきらめて - オリジナルはサザンオールスターズ
- 小泉今日子
  - ヤマトナデシコ七変化
- 香西かおり
  - すき - 第39回日本レコード大賞編曲賞受賞曲
  - あなたへ
- 香田晋
  - 酒場の金魚
  - 東京ではめずらしい四月の雪
- 郷ひろみ
  - 純情
  - 哀愁のカサブランカ
- 伍代夏子
  - 都忘れ
- 小林旭
  - 旅空夜空〜言うもはずかし〜
  - 駅
  - 素晴らしき哉人生
- 小林清美
  - どんな強い風の中でも
  - ACROSS MY MEMORIES〜季節の向こうへ〜
  - 明日を超えて
  - STAY DIAMOND
- 小林幸子
  - 秋
  - 恋文列車
  - 迷い鳥
  - 母ひとり
  - 夢の涯て〜子午線の夢〜 - 第43回日本レコード大賞編曲賞受賞曲
  - Ribbon
  - 万葉恋歌 ああ、君待つと
  - 白いゆげの歌
- 小林幸子・北大路欣也
  - 別れて…そして
- こゆり
  - 涙 かわくまで
  - おやすみの交差点
  - 貴船路ーきぶねみちー（作編曲）
  - 故郷へ帰ります（作編曲）

### さ行
- 西郷輝彦
  - 旅はさすらい - テレビ東京ドラマ「あばれ八州御用旅」第2・3シリーズ主題歌
- 西城秀樹
  - GOOD-BYE BLUE TRAIN「BIG SUNSHINE/西城秀樹（SIDE B1）」
  - セクシーガール
  - センチメンタルガール
  - アゲイン「シングル / ジプシー / 収録曲」
  - シャーリーン「シングル / 漂流者たち / 収録曲」
  - ミッドナイト・ストリート「ポップンガール・ヒデキ（SIDE A2）」
  - STAR LIGHTS「CRYSTAL LOVE/西城秀樹（SIDE A1）」
  - 渚のセクシーラバーズ「CRYSTAL LOVE/西城秀樹（SIDE A2）」
  - SEXY & THRILL「CRYSTAL LOVE/西城秀樹　(SIDE B4)」
  - 涙であなたがみえない「CRYSTAL LOVE/西城秀樹（SIDE B5）」
- 榊原郁恵
  - めざめのカーニバル
  - 微笑日記
  - 秋風のロンド
  - 親友(ともだち)
- 坂本冬美
  - 夜桜お七
  - うずしお
  - 螢の提灯
  - 忍冬
  - 羅生門
  - 星に祈りを
  - また君に恋してる - オリジナルはビリー・バンバン
  - 百年先も手をとりながら - NHKラジオ深夜便・深夜便のうた
  - ずっとあなたが好きでした
  - おかえりがおまもり - 川村結花作詞・作曲
- しまざき由理
  - アゲイン （「 Gメン'75」エンディングテーマ）[注 1]
- 島津亜矢
  - 一本釣り
- 神野美伽
  - あんたの大阪
- 少年隊
  - MOON -MAIN THEME-
  - 星が運んだ物語
- 水前寺清子
  - 春雷
- 吹田明日香
  - ライク・ア・ヴァージン
- すがはらやすのり
  - あざみの歌
  - 宵待草
  - 故郷
  - 荒城の月
- 杉良太郎
  - 君は人のために死ねるか（セルフカヴァー版）
  - 男よ
  - バラ色のダンス
  - 神様への手紙
- 杉浦幸
  - 悲しいな
- セガ
  - 社歌“若い力”
- 瀬口侑希
  - 花に降る雨
  - 八尾しぐれ
- 千昌夫
  - めざしのコンチェルト
  - 味噌汁の詩 - オリジナルは珍道中
  - 屋台
- 園まり
  - 流されて

### た行
- 高田みづえ
  - 通りすぎた風
  - そんなヒロシに騙されて - オリジナルはサザンオールスターズ
  - 秋冬
- 貴智明
  - 銀河伝説オデッセイ - 『宇宙伝説ユリシーズ31』（名古屋テレビ・NHK版）OP
- 髙橋真梨子
  - for you…
- 田川寿美
  - 女人高野 - 五木寛之作詞
  - 花になれ 〜うめ さくら あやめ あじさい ひがんばな〜
  - 悲しい歌はきらいですか - 「花になれ」と共に、NHK金曜時代劇『御宿かわせみ』（2004年4〜7月放映）主題歌
- 竹島宏
  - いいもんだ いいもんだ
  - 夜の銀狐 - オリジナルは斉条史朗
  - この身を投げて
  - 愛の嵐
  - 陽が昇る
  - 夜明けのカラス
- 舘ひろし
  - 貴女と... - 映画『まだまだあぶない刑事』主題歌
- チェリッシュ
  - 結婚指輪
  - 約束は心の中に
- 近田春夫
  - エレクトリック・ラブ・ストーリー - 1枚のシングルに、異なるアレンジの同一楽曲を収録したもののB面。A面のアレンジはYMOが担当。
- 塚田三喜夫
  - 愛の女王蜂
  - 少女夜曲
- テレサ・テン
  - 悲しみと踊らせて
  - 愛の陽差し〜アモーレ・ミオ〜
- 天童よしみ
  - 人生しみじみ…
  - 梅いちりん ※漆戸啓と共同編曲
  - 枇杷の実のなる頃
  - 花筏-Hanaikada-
  - パンの耳
  - 5時の汽車で
- 鳥羽一郎
  - カサブランカ・グッバイ
- とんねるず
  - ガラガラヘビがやってくる ※CD音源版・DL音源版のブラスアレンジのみ
  - 愛のフィリピーナ

### な行
- 中条きよし
  - あの日の嘘のつぐないに
- 中島みゆき
  - おもいで河
- 中西りえ
  - 海峡迷子
  - 東京かぐや姫
- 中森明菜
  - 難破船
  - Blue On Pink
  - Dear Friend - ストリングス・アレンジ
- 永井裕子
  - 愛のさくら記念日 - デビュー曲（2000年6月21日）
  - 風やわらいで
- 長山洋子
  - 嵐峡 ※西川啓光と共同編曲
- 新沼謙治
  - 黒潮列車
  - さよならは言わない
  - 津軽恋女
- 西田敏行
  - 時の旅人
- 野村克也
  - 女房よ…

### は行
- 畑中葉子
  - 後から前から
- パティ
  - スコール・ラヴ
- 浜田朱里
  - 想い出のセレナーデ - オリジナルは天地真理
- 林あさ美
  - つんつん津軽
  - ジパング
- 林寛子
  - 晴れのち曇りそして秋
- 原田潤
  - ぼくの先生はフィーバー - 熱中時代（PART1）主題歌
- 半田浩二
  - 居酒屋チェジュ
  - 花らんぷ
- 氷川きよし
  - 櫻
  - 出発
  - 母
  - 伝言～メッセージ～（作曲）
  - 夢銀河
  - 幾千もの祈り
  - Jewel
  - 奥入瀬旅情
  - 君がいないクリスマス
  - クリスマスがめぐるたび
  - そこまで春が...
- 比企理恵
  - 想像力少女
- 美女木ジャンクション
  - ポリバケツ
- 火野正平
  - だまって俺についてこい - ザ・ハングマン6、ハングマンGOGO主題歌。オリジナルは植木等
- ひろえ純
  - サイレント・ヴォイス - 『機動戦士ガンダムΖΖ』後期主題歌
  - 一千万年銀河 - 『機動戦士ガンダムΖΖ』後期ED。最終回で挿入歌としても使用
  - COOL - OVA『重戦機エルガイムIII フルメタル・ソルジャー』挿入歌
  - せいいっぱいの微笑みを - OVA『重戦機エルガイムIII フルメタル・ソルジャー』ED
- 藤あや子
  - 麗人草
- 藤波辰巳
  - マッチョ・ドラゴン
- 保科有里
  - 神無月に抱かれて
  - さすらい譜
  - NE-KO
  - 愁止符
  - グッバイ・ソウル
  - 想い出ワルツ
  - さくらの花よ 泣きなさい
- 細川たかし
  - ねぶた
  - 津軽へ
- HANZO
  - 人生なんて…ね

### ま行
- 前川清
  - 花の時・愛の時
  - 涙 - 中島みゆき作詞・作曲
  - よろこびの予感
- まきのめぐみ
  - 心のままに
- 牧村三枝子
  - 螢川
- 美川憲一
  - この胸で泣きなさい
  - HUN!
  - 大変ね
  - 愛は嫉妬
- 美空ひばり
  - 愛燦燦
  - われとわが身を眠らす子守唄・終りなき旅
- 三田寛子
  - 初恋 - オリジナルは村下孝蔵
- 南野陽子
  - ダブルゲーム
- 都はるみ
  - ただひとり
  - 海鳴りの詩
  - 螢の宿〜シンフォニック・バージョン〜
- 森進一
  - 雨の桟橋
  - 雪よ おまえは
  - 挽歌の街から
  - 土俵の鬼
  - 悲しみの器
- 森昌子
  - 愛は流れる
  - 心は哀しいものですね
  - 百年の恋歌
- 望月琉叶
  - 百年の冬

### や行以降
- 八木美代子
  - 男と女のWALTS - 西部警察 PART-II挿入歌
  - つ・ま・ん・な・い - 西部警察 PART-III挿入歌
- やしきたかじん
  - あんた
  - 大阪恋物語
  - なめとんか
  - 明日になれば
- 八代亜紀
  - カクテル
  - カラス
  - MU-JO
  - JAMAAS 真実はふたつ
- 山崎ともみ
  - 春告げ鳥
- ヤン・スギョン
  - 愛されてセレナーデ - 第32回日本レコード大賞編曲賞受賞
- 由紀さおり
  - ふらりふられて
  - やりなおしたいの
  - ガラスの日々
  - 悲しい悪魔 - フリオ・イグレシアスのヒット曲の日本語カバー
  - 夢もうすこし - サントリー「香りの酎ハイ」CMソング
  - 寄り道
  - この世の果てまでそばにいて
- 由紀さおり・安田祥子
  - 帰省（シングル・ヴァージョン） - 中島みゆき作詞・作曲 ※坂田晃一と共同編曲
- ロス・インディオス&シルヴィア
  - 別れても好きな人 - オリジナルはパープル・シャドウズ
- 和田アキ子
  - 運命〜DESTINY〜

### パチンコ
- CR花の慶次〜愛（2010年）
  - 義風堂々!!〜月語り ver.〜（角田信朗）

## 主な作曲作品
- 金沢明子
  - 夕月の宿
- 伍代夏子
  - 海峡の宿
- こゆり
  - 貴船路ーきぶねみちー（作編曲）
  - 故郷へ帰ります（作編曲）
- 天童よしみ
  - ふたりの船唄 - 第53回日本レコード大賞作曲賞受賞曲
- なつこ
  - ふる里「みなかみ」
  - 心の旅
  - 氷の焔（ほのお）
  - 星のふるまち
  - シリアスにロマンスを
  - 小樽 雪あかり
  - 失楽園
  - 夢貯金
  - ガラスの蝶
  - あなたのかもめ
- 日野美歌
  - あなたと生きたい（若草 惠 & 歌凛）

## 音楽を手がけたテレビ番組・映画・ゲーム作品など
テレビドラマでは八木康夫（TBS）プロデュース作品の劇伴を多く手掛けている。太字は八木康夫プロデュース作品。
- ザ・ハングマンシリーズ
  - オリジナル・サウンドトラック ザ・ハングマン
- あの日の僕をさがして
- 愛するということ
- 十年愛
- 遠山金志郎美容室
- 真昼の月
- 協奏曲 - 全編に亘りバート・バカラックの原曲を編曲
- いちばん大切なひと
- 恋がしたい 恋がしたい 恋がしたい
- 初蕾
- 海よ、お前が - 帆船日本丸の青春（蜷川幸雄第1回監督作品。若草にとっても、初めて担当した劇場用作品である）
- 道頓堀川（深作欣二監督作品）
- 愛・旅立ち（舛田利雄監督作品）
- 湘南爆走族（実写映画版。出演：江口洋介、織田裕二ほか）
- 機関車先生（アニメ映画版）
- 映画 クレヨンしんちゃんシリーズ（2005年から2009年まで。荒川敏行らと共同で担当）
- 河童のクゥと夏休み
- 六神合体ゴッドマーズ
- 重戦機エルガイム
- 宇宙伝説ユリシーズ31 ※名古屋テレビ・NHK版[注 2]
- 鉄拳チンミ
- 私のあしながおじさん
- ロミオの青い空
- モジャ公
- うしおととら（OVA）※7～10話まで。
- サイボーグクロちゃん - 荒川敏行と連名でクレジット
- ヒカルの碁
- おくさまは女子高生
- ケモノヅメ
- アウトランダーズ（OVA）
- Hi-SPEED JECY（OVA）
- モルダイバー（OVA）
- ダーティペア FLASH（OVA）
- ラブ・ポジション ハレー伝説
- 世界忍者戦ジライヤ
- 特捜ロボ ジャンパーソン
- ブルースワット
- テツワン探偵ロボタック
- ぼうけん!メカラッパ号
- トミカヒーロー レスキューフォース
- 幻世虚構 精霊機導弾 ELEMENTAL GEARBOLT（PS用ゲームソフト）
- みんなのGOLF2（PS用ゲームソフト）
- スペースオデッセイ・グラディウスII -GOFERの野望-（編曲） - ゲームミュージックアルバム

## 関連書籍
- DU BOOKS『ニッポンの編曲家 歌謡曲／ニューミュージック時代を支えたアレンジャーたち』（川瀬泰雄・吉田格・梶田昌史・田渕浩久 著）2016年 ISBN 978-4-907583-79-8